# Караткуль
Каратку́ль (каз. Қараөткел) — село у складі Самарського району Східноказахстанської області Казахстану. Входить до складу Аккалинського сільського округу.
Населення — 127 осіб (2021; 202 у 2009, 390 у 1999, 456 у 1989).
Національний склад станом на 1989 рік:
- казахи — 66 %
- росіяни — 20 %

Станом на 1989 рік село називалось Караоткель.